# Årmålsryggen
Årmålsryggen är en bergstopp i Antarktis. Den ligger i Östantarktis. Norge gör anspråk på området. Toppen på Årmålsryggen är 2 423 meter över havet, eller 304 meter över den omgivande terrängen. Bredden vid basen är 8,0 km.
Terrängen runt Årmålsryggen är kuperad åt nordost, men åt sydväst är den platt. Trakten är obefolkad. Det finns inga samhällen i närheten.